# Корнеј (Белуно)
Корнеј (итал. Cornei) је насеље у Италији у округу Белуно, региону Венето.
Према процени из 2011. у насељу је живело 661 становника. Насеље се налази на надморској висини од 456 м.